# Grevbäck
För andra betydelser, se Grevbäck (olika betydelser).
Grevbäck är en kyrkby i Grevbäcks socken i Hjo kommun i Västergötland, belägen sju kilometer norr om Hjo mot Karlsborg.
Här ligger Grevbäcks kyrka, Grevbäcks Prästgård, samt Grevbäcks Hembygdsgård och Museum. Hembygdsgården är en över 200 år gammal så kallad parstuga,  som 1854 uppläts till skollokal av dåvarande ägare till Ekhammars gård.Den användes som skollokal i 100 år. Ett museum inryms sedan 1998 i bredvidliggande byggnad och visar bruksföremål och foton från trakten. Hembygdsgården och museeet ägs och drivs av Grevbäcks Hembygdsförening.
Grevbäcks IK bildades 1936 och spelade sin sista fotbollssäsong 1980 för herrlaget. Damlaget höll på till 1987 och ungdomsfotboll fanns på orten tills 1990. Idrottsplatsen heter Björkvallen och är fortfarande i bruk.